# سيمز أحمد باشا
سميز أحمد باشا (بالتركية العثمانية: سيمز أحمد پاشا؛ 1492 – 27 أبريل 1580) كان رجل دولة عثماني شغل منصب الصدر الأعظم للإمبراطورية العثمانية من 13 أكتوبر 1579 حتى وفاته في 27 أبريل 1580.